# IC 2564
IC 2564  ist eine elliptische Galaxie vom Hubble-Typ E0 im Sternbild Kleiner Löwe am Nordsternhimmel, die schätzungsweise 711 Millionen Lichtjahre von der Milchstraße entfernt ist. Im selben Himmelsareal befinden sich u. a. die Galaxien IC 2566 und IC 2568.
Das Objekt wurde am 13. April 1896 von Stéphane Javelle entdeckt.